# Colli Bolognesi Cabernet Sauvignon Serravalle
Le Colli Bolognesi Cabernet Sauvignon Serravalle est un vin rouge italien de la région Émilie-Romagne doté d'une appellation DOC depuis le 29 mai 1975. Seuls ont droit à la DOC les vins récoltés à l'intérieur de l'aire de production définie par le décret.
Le Colli Bolognesi Cabernet Sauvignon Serravalle répond à un cahier des charges plus exigeant que le Colli Bolognesi Cabernet Sauvignon.

## Aire de l'appellation
La sous-zone « Serravalle » est définie par des parcelles dans la commune de Castello di Serravalle.

## Caractéristiques organoleptiques
- couleur : rouge rubis intense, tendant au rouge grenat avec le vieillissement
- odeur : vineux, intense, épicé
- saveur : sèche, tannique, harmonique, légèrement épicé

Le Colli Bolognesi Cabernet Sauvignon Serravalle se déguste à une température comprise entre 15 et 17 °C. Il se gardera 3 à 5 ans.

## Association de plats conseillée
Les viandes rouges grillées

## Production
Province, saison, volume en hectolitres :
- pas de données disponibles